# 王溥 (明)
王 溥（おう ふ、生没年不詳）は、元末明初の軍人。本貫は饒州安仁県。

## 生涯
元末に陳友諒に仕えて平章となり、建昌を守った。朱元璋が将軍を派遣して建昌を攻撃させたが、王溥に撃退された。朱亮祖が安仁港で王溥を攻撃したが、やはり敗れた。
至正21年（1361年）、陳友諒の部将の李明道が信州に進攻すると、王溥の弟二人がその軍中にあり、ともに胡大海に捕らえられた。二人は李文忠のもとに送られ、李文忠は二人に王溥を招聘するよう命じた。この年、朱元璋が江州を抜き、陳友諒は武昌に逃れていた。このため王溥は使者を派遣して朱元璋に降り、そのまま建昌を守るよう命じられた。
至正22年（1362年）、朱元璋が龍興に宿営すると、王溥と面会して慰労し、王溥を応天府に連れ帰った。王溥は聚宝門の外に邸を賜り、その邸のある街路は「宰相街」と呼ばれた。ほどなく王溥は撫州や江西のまだ帰順していなかった州県の攻略に派遣された。至正23年（1363年）、武昌攻略に参加した。中書右丞に進んだ。洪武元年（1368年）、詹事府副詹事を兼任した。徐達の北伐に従い、たびたび功績を挙げた。河南行省平章に抜擢されたが、実務を見なかった。
王溥が死去すると、子孫は指揮同知を世襲した。

## 逸話
王溥がまだ仕官していなかったころ、母の葉氏を連れて兵乱を避けて貴渓に逃れた。しかし乱のために母と離れ離れになり、18年が経った。ときに母が所在を告げる夢を見たため、王溥は帰省して墓参りしたいと洪武帝に言上した。帝に許可され、礼官に命じて祭物も持たされた。王溥は兵士を率いて貴渓に赴き捜索したが、母の手がかりを得ることができず、昼夜に号泣した。住人の呉海が「夫人は賊に迫られて、井戸の中に身を投げて死にました」と証言した。王溥が井戸にたどりつくと、1匹の鼠が井戸から出てきて、王溥の懐中に飛び込み、引き返して再び井戸の中に入っていった。その井戸を浚って捜索すると、母の遺体がそこにあった。王溥は悲しみに堪えず、遺体を棺に収容すると、その地に葬らせた。